# Chlorophonia cyanea
A Chlorophonia cyanea a madarak osztályának verébalakúak (Passeriformes) rendjébe és a pintyfélék (Fringillidae) családjába tartozó faj.

## Rendszerezése
A fajt Carl Peter Thunberg svéd ornitológus írta le 1822-ben, a Pipra nembe  Pipra cyanea néven.

## Alfaji
- Chlorophonia cyanea cyanea (Thunberg, 1822)
- Chlorophonia cyanea frontalis (P. L. Sclater, 1851)
- Chlorophonia cyanea intensa J. T. Zimmer, 1943
- Chlorophonia cyanea longipennis (Du Bus de Gisignies, 1855)
- Chlorophonia cyanea minuscula Hellmayr, 1922
- Chlorophonia cyanea psittacina Bangs, 1902
- Chlorophonia cyanea roraimae Salvin & Godman, 1884[2]

## Előfordulása
Argentína, Bolívia, Brazília, Ecuador, Guyana, Kolumbia, Paraguay, Peru és Venezuela területén honos.
Természetes élőhelyei a szubtrópusi vagy trópusi síkvidéki és hegyi esőerdők, valamint ültetvények és vidéki kertek. Állandó, nem vonuló faj.

## Megjelenése
Testhossza 11 centiméter, testtömege 11-15 gramm.
|  |

## Természetvédelmi helyzete
Az elterjedési területe rendkívül nagy, egyedszáma pedig stabil. A Természetvédelmi Világszövetség Vörös listáján nem fenyegetett fajként szerepel.